# Lara Vadlau
Lara Vadlau, född den 29 mars 1994 i Feldbach, Steiermark, är en österrikisk seglare.
Vid olympiska sommarspelen 2024 tog hon guld i 470 (mixed) tillsammans med Lukas Mähr. Hon fick bära Österrikes fana på avslutningsceremonin. Det var hennes tredje OS. Tidigare har hon kommit på nionde respektive 20:e plats i 470 för damer. Hon har också ett VM-guld i 470 för damer från 2014.